# ريكوبا سودأمريكانا 1990
ريكوبا سودأمريكانا 1990  هو الموسم 2 من  ريكوبا سودأمريكانا. أشرف على تنظيمه كونميبول، وكان عدد الأندية المشاركة فيه  2، وفاز فيه بوكا جونيورز.